# アスカコーポレーション
株式会社アスカコーポレーション（英: Aska Corporation Inc.）は、福岡県福岡市博多区に本社を置く、無添加化粧品・健康食品の製造・通信販売をする企業。

## 沿革
- 1999年9月設立

## 行政処分
2009年12月18日、農林水産省より、JAS法に基づく有機農産物加工食品の名称の表示と紛らわしい表示の除去又は抹消の命令およびJAS法に基づく指示を受けた。同年8月の時点で既に同省から改善指導を受けていたが、その後も引き続き販売を行っていたことから上記処分に至った。なお、同社は「少しでも有機原料が入っていればいいと思った。（指導後も販売を続けたのは）現場への指示が不徹底だった」と弁解している。
農林水産省が公表した事実概要は下記の通りである。
- 有機農産物加工食品でないにもかかわらず、有機農産物加工食品の名称の表示と紛らわしい表示を付して販売していた
- 有機原材料を使用していないにもかかわらず、オーガニック、ORGANIC又はOrganicと内容物を誤認させる表示を付して販売していた
- 有機原材料を使用していないにもかかわらず、オーガニック原料を使用などの強調表示をして販売していた
- 事実と異なる原料原産地表示をして販売していた。

## テレビによる提供番組

### 現在
- BS朝日の番組中CM
- 「ロンドンハーツ」（テレビ朝日系）
- 「ネプリーグ」（テレビ新広島）
- 「サタナビっ!」（秋田朝日放送毎週土曜日午前9時30分提供）
- 「ワイド!スクランブル」（テレビ朝日系）
- 「報道ステーション」（福島放送）
- 「開運!なんでも鑑定団」（テレビ岩手）
- 「土曜スペシャル」（テレビせとうち）

### 過去
- 「タイムショック21」（テレビ朝日系列）
- 「スイスペ!」（テレビ朝日系列）
- 「最終警告!たけしの本当は怖い家庭の医学」（朝日放送・テレビ朝日系列）
- 「お昼のNews Access」（BS朝日）
- 「ザ・ワイド」（山形放送、ローカルセールス・毎週火曜日提供）
- 「JNN報道特集」（TBS系列）
- 「ドスペ!」（テレビ朝日系列）
- 「うちの3姉妹」（テレビ東京系列）
- 「いい旅・夢気分」（テレビ東京系列）
- 「突撃!イドバタ7」（テレビ東京系列）
- 「情報プレゼンター とくダネ!」（フジテレビ）
- 「イッポウ」（CBCテレビ、火曜日提供）
- 「パネルクイズ アタック25」（朝日放送・テレビ朝日系列）
- 「バンバンバン」 （毎日放送・TBS系列）
- 「ひるおび!（JNNニュース）」（TBS系）